# Біле-Ґезкі
Біле-Ґезкі (пол. Białe-Giezki) — село в Польщі, у гміні Боґути-П'янки Островського повіту Мазовецького воєводства.
У 1975-1998 роках село належало до Ломжинського воєводства.